# King D. Gray
Pour les articles homonymes, voir Gray.

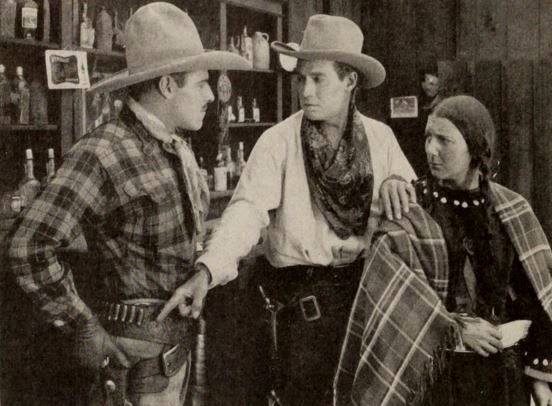
Le Mari de l'Indienne (1918) :
Jack Holt, Elliott Dexter et Ann Little (de g.à d.)

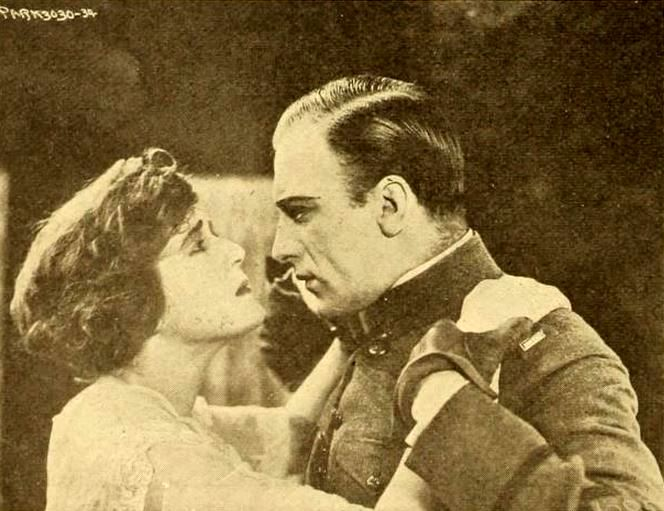
Mariage d'outre-tombe (1919) :
Mary MacLaren et Frank Mayo

King David Gray, né le 9 mars 1886 à Danville (Virginie) et mort le 30 juin 1938 à Los Angeles (quartier d'Hollywood, Californie), est un directeur de la photographie américain, connu comme King D. Gray (parfois crédité King Gray ou King Grey).

## Biographie
King D. Gray est chef opérateur sur une cinquantaine de films américains (essentiellement durant la période du muet), le premier sorti en 1915, les deux derniers respectivement en 1931 et 1936 (un court métrage).
Il collabore notamment à plusieurs reprises avec les réalisateurs Joseph De Grasse (ex. : The Mark of Cain en 1916, avec Lon Chaney et Dorothy Phillips) et Ida May Park (ex. : Le Cœur de Mieke en 1917, avec Dorothy Phillips et William Stowell). Citons également le western Le Mari de l'Indienne de Cecil B. DeMille (1918, avec Elliott Dexter et Ann Little).
King D. Gray meurt prématurément à 52 ans, en 1938, victime d'un homicide non élucidé.

## Filmographie partielle
- 1915 : The College Orphan de William C. Dowlan
- 1916 : The Place Beyond the Winds de Joseph De Grasse
- 1916 : The Mark of Cain de Joseph De Grasse
- 1916 : Shoes de Lois Weber
- 1916 : The Price of Silence de Joseph De Grasse
- 1917 : The Flashlight d'Ida May Park
- 1917 : La Dette (Pay Me!) de Joseph De Grasse
- 1917 : Le Cœur de Mieke (Fires of Rebellion) d'Ida May Park
- 1917 : Maison de poupée (A Doll's House) de Joseph De Grasse
- 1917 : Maison de danses au far-west (Hell Morgan's Girl) de Joseph De Grasse
- 1917 : La Femme au damier (The Girl in the Checkered Coat) de Joseph De Grasse
- 1917 : The Scarlet Car de Joseph De Grasse
- 1918 : The Grand Passion d'Ida May Park
- 1918 : Pour l'humanité (The Heart of Humanity) d'Allen Holubar
- 1918 : Le Mari de l'Indienne ou Un cœur en exil (The Squaw Man) de Cecil B. DeMille
- 1918 : Du pain (Bread) d'Ida May Park
- 1919 : Cowardice Court de William C. Dowlan
- 1919 : Mariage d'outre-tombe (The Amazing Wife) d'Ida May Park
- 1920 : The Midlanders d'Ida May Park
- 1921 : A Yankee Go-Getter de Duke Worne
- 1921 : Peggy Puts It Over de Gustav von Seyffertitz
- 1921 : The Double O (en) de Roy Clements
- 1922 : More to Be Pitied Than Scorned d'Edward LeSaint
- 1922 : Fools of Fortune de Louis Chaudet
- 1923 : Forgive and Forget d'Howard M. Mitchell
- 1923 : Temptation d'Edward LeSaint
- 1925 : The Gambling Fool de J. P. McGowan
- 1925 : Flattery de Tom Forman
- 1925 : White Fang de Laurence Trimble
- 1925 : Wreckage de Scott R. Dunlap
- 1925 : The Feud Woman de Robin Williamson
- 1926 : The Ghetto Shamrock de Francis Ford
- 1926 : Speed Crazed (en) de Duke Worne
- 1929 : The Devil Bear de Louis Chaudet
- 1931 : West of the Rockies (en) de Bernard B. Ray